# 木谷酒造
木谷酒造株式会社（きたにしゅぞう）は、日本の酒造会社である。灘五郷の一つ、西宮郷に所在する。
天保4年（1833年）木屋惣兵衛が灘西宮で創業。清酒『喜一』を醸造。喜一という蔵名・酒名の由来は、創業者に「喜一」という名前の者がいて、その所縁で名付けたといわれる。喜一の他に寳海鯛の銘柄も擁する。